# Pupalia
Pupalia es un género de plantas  pertenecientes a la familia Amaranthaceae.  Comprende 34 especies descritas y de estas, solo 2 aceptadas.

## Taxonomía
El género fue descrito por Antoine-Laurent de Jussieu y publicado en Annales du Muséum National d'Histoire Naturelle 2: 132. 1803. La especie tipo es: Pupalia lappacea (L.) Juss.

## Especies aceptadas
A continuación se brinda un listado de las especies del género Pupalia aceptadas hasta octubre de 2011, ordenadas alfabéticamente. Para cada una se indica el nombre binomial seguido del autor, abreviado según las convenciones y usos.
- Pupalia lappacea (L.) Juss.
- Pupalia micrantha Hauman